# 16 august
ianuarie • februarie • martie  • aprilie  • mai  • iunie  • iulie  • august  • septembrie  • octombrie  • noiembrie  • decembrie
16 august este a 228-a zi a calendarului gregorian și a 229-a zi în anii bisecți. Mai sunt 137 de zile până la sfârșitul anului.

## Evenimente

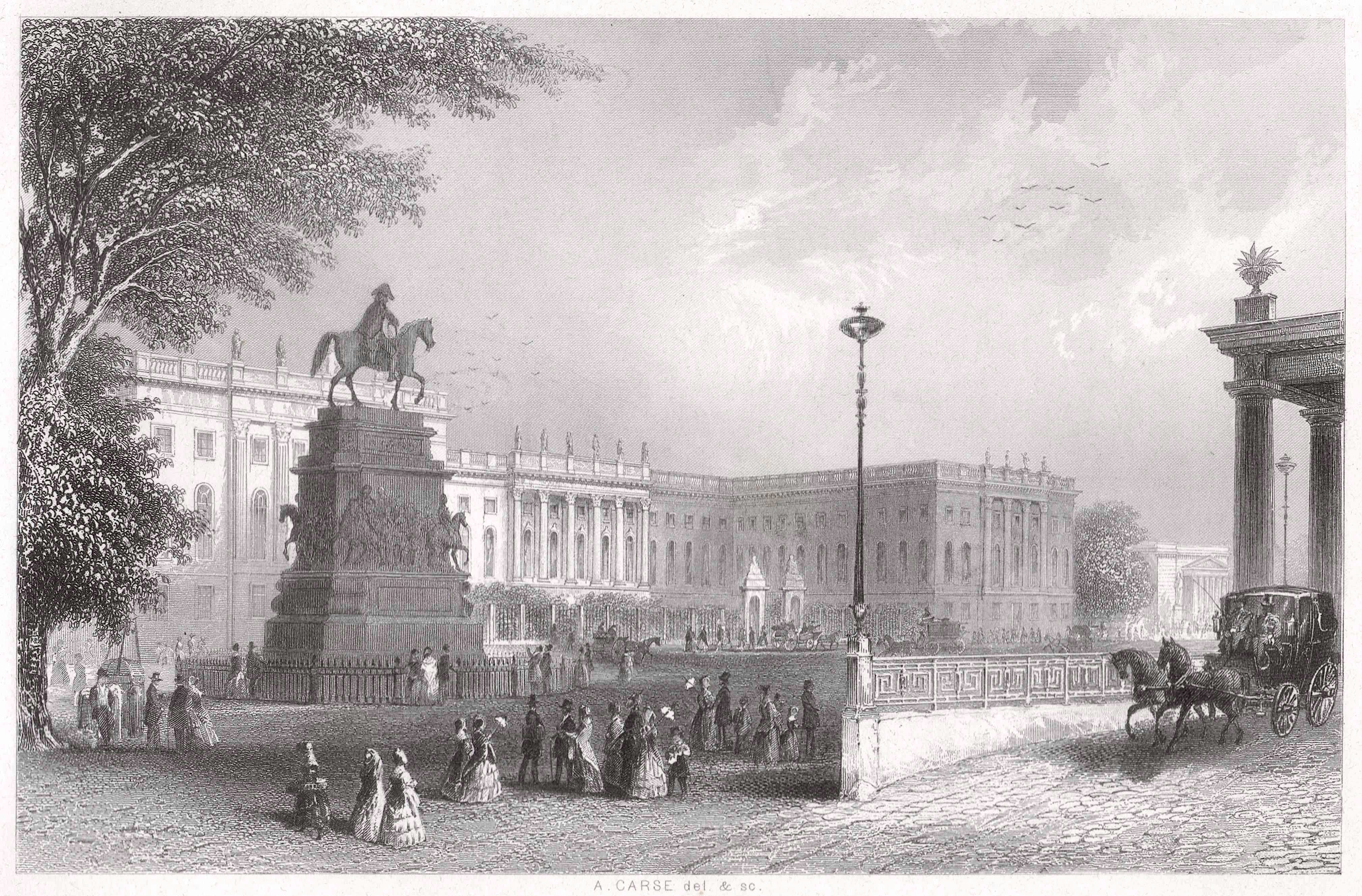
1809: La inițiativa lui Wilhelm von Humboldt, este fondată Universitatea Humboldt din Berlin. În fotografie Universitatea în anul 1850.

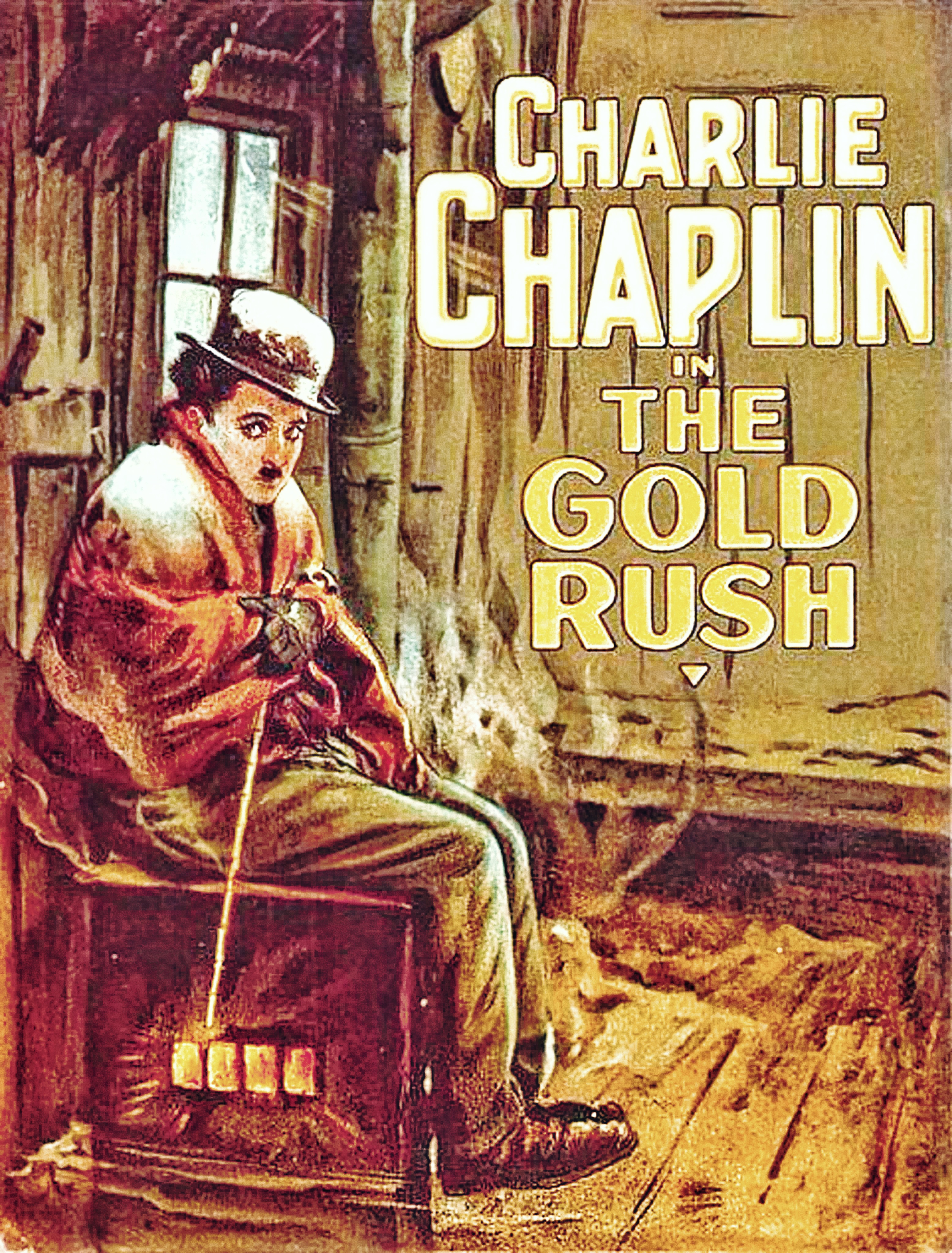
1925: Premiera filmului "Goana după aur", al 72-lea film al lui Charlie Chaplin.

- 0963: Nicefor al II-lea Focas este încoronat împărat al Imperului Bizantin.
- 1284: Filip al IV-lea cel Frumos al Franței s-a căsătorit cu Ioana I de Navara. Trei dintre fii lor au devenit regi ai Franței, și o fiică regină consort a Angliei ca soție a regelui Eduard al II-lea.
- 1456: În Războiul de Treisprezece Ani, lipsa de plată din partea Ordinului Teutonic îi determină pe căpitanii mercenari să vândă șase castele promise lor, inclusiv Castelul Malbork, Confederației Prusace și regelui Poloniei Cazimir al IV-lea.
- 1328: Casa de Gonzaga preia puterea în Ducatul de Mantua, pe care îl va conduce până în 1708.
- 1513: Ca parte a Ligii Sfinte, îndreptată împotriva Franței și a regelui Ludovic al XII-lea, împăratul Maximilian I și regele Henric al VIII-lea al Angliei și trupele lor înving o forță franceză sub comanda lui Longueville în Bătălia de la Guinegate.[1]
- 1570: Prin Tratatul de la Speyer principele Ioan Sigismund Zapolya îl recunoaște pe împăratul Maximilian al II-lea drept rege al Ungariei, iar acesta din urmă îl recunoaște pe Ioan Sigismund drept principe al Transilvaniei și al Partium-ului.[2]
- 1809: La inițiativa lui Wilhelm von Humboldt, este fondată Universitatea Humboldt din Berlin.
- 1856: Congresul SUA aprobă Legea Insulele Guano, act ce dădea dreptul oricărui cetățean american să cucerească în numele Statelor Unite orice insulă pe care se găsea guano, cu condiția ca acestea să nu facă parte din teritoriul altei națiuni și să nu fie locuită. Comercianții americani au cucerit astfel peste 100 de insule și atoli, dintre care 9 sunt și astăzi sub controlul SUA.
- 1858: Regina Victoria transmite primul mesaj oficial peste Oceanul Atlantic, din Londra către Statele Unite.
- 1896: Lângă Dawson City, Yukon, Canada s-a descoperit aur, fapt ce a declanșat Goana după Aur din Klondike.
- 1906: Cutremur catastrofal la Valparaíso, Chile. Magnitudinea de 8,6 pe scara Richter, 20.000 de victime.
- 1921: După moartea regelui Petru I al Serbiei, fiul său Alexandru I este noul conducător al Regatului Sârbilor, Croaților și Slovenilor.
- 1925: Premiera filmului Goana după aur, al 72-lea film al lui Charlie Chaplin.
- 1936: S-au încheiat Jocurile Olimpice de la Berlin, transformate de guvernul german în propagandă politică profascistă.
- 1940: Începerea tratativelor româno-maghiare de la Turnu Severin. Eșecul acestora, previzibil, a dus la Dictatul de la Viena din 30 august 1940.
- 1945: Pu Yi, ultimul împărat al Chinei și conducător al Manchukuo, este capturat de trupele sovietice.
- 1953: Șahul Mohammad Reza Pahlavi părăsește Iranul. Mohammad Mossadegh a refuzat să recunoască demiterea sa din funcția de prim-ministru.
- 1954: A văzut lumina tiparului primul număr al revistei Sports Illustrated.
- 1960: Cipru a obținut independența față de Regatul Unit.
- 2004: Sonda Cassini-Huygens a descoperit două luni ale lui Saturn.
- 2008: Trump International Hotel and Tower din Chicago este finalizat. Are 415 metri înălțime și 98 de etaje, ceea ce îl face cea mai înaltă reședință din lume.

## Nașteri
- 1397: Albert al II-lea, rege romano-german, rege de Ungaria și Boemia, Duce de Austria (d. 1439)
- 1401: Jacqueline, Contesă de Hainaut (d. 1436)
- 1557: Agostino Carracci, artist italian (d. 1602)
- 1565: Cristina de Lorena, Mare Ducesă de Toscana (d. 1637)
- 1573: Anna, Arhiducesă de Austria, regină a Poloniei, arhiducesă a Lituaniei și regină a Suediei (d. 1498)

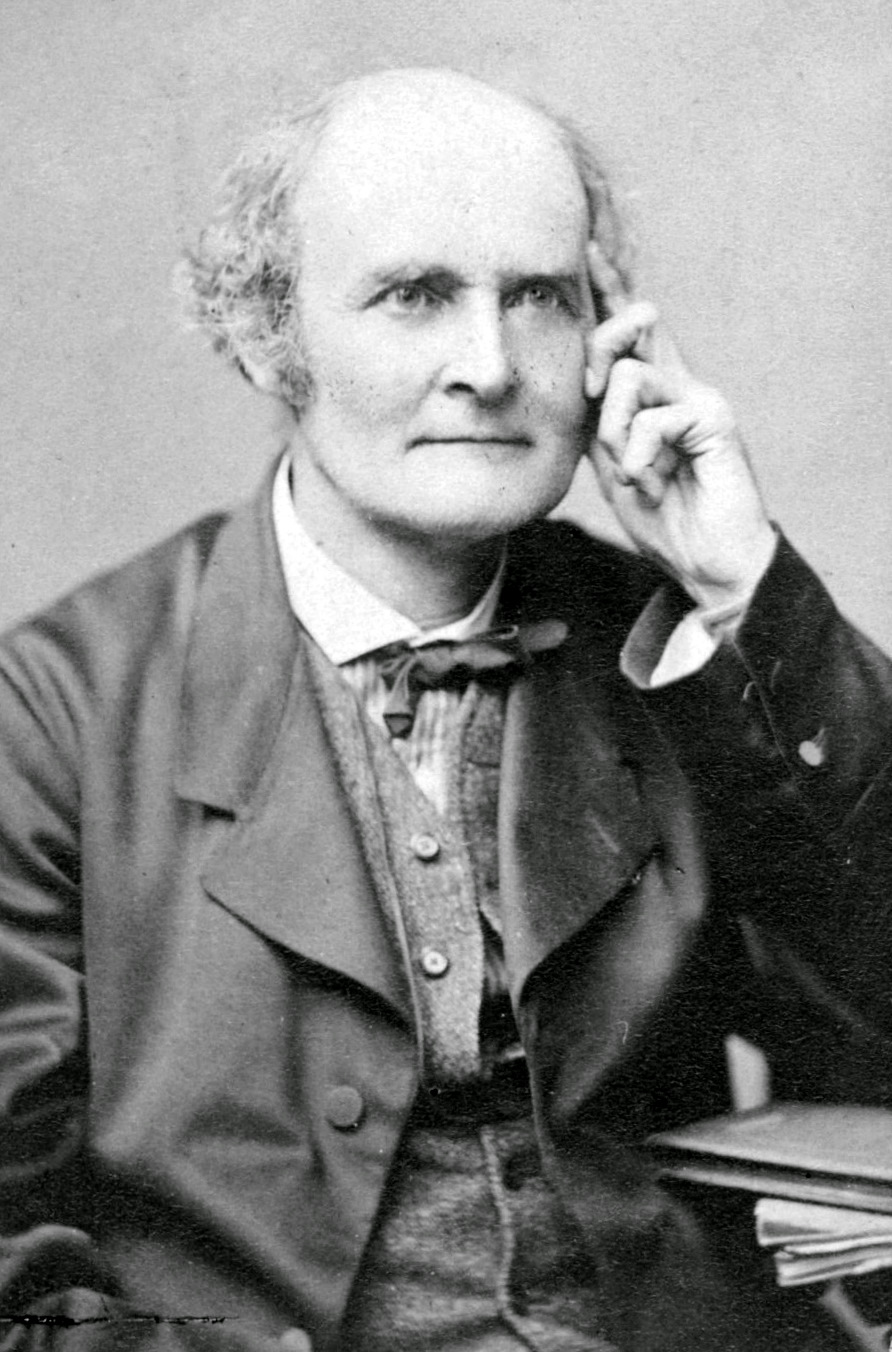
Arthur Cayley, matematician britanic
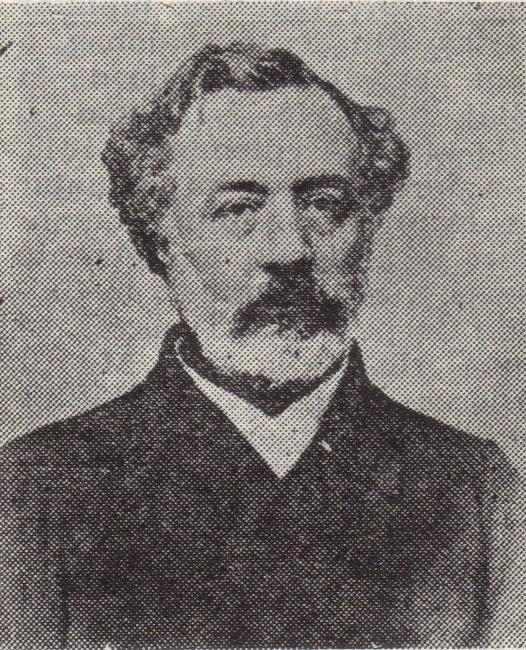
Alexandru Hurmuzachi, publicist, om politic român
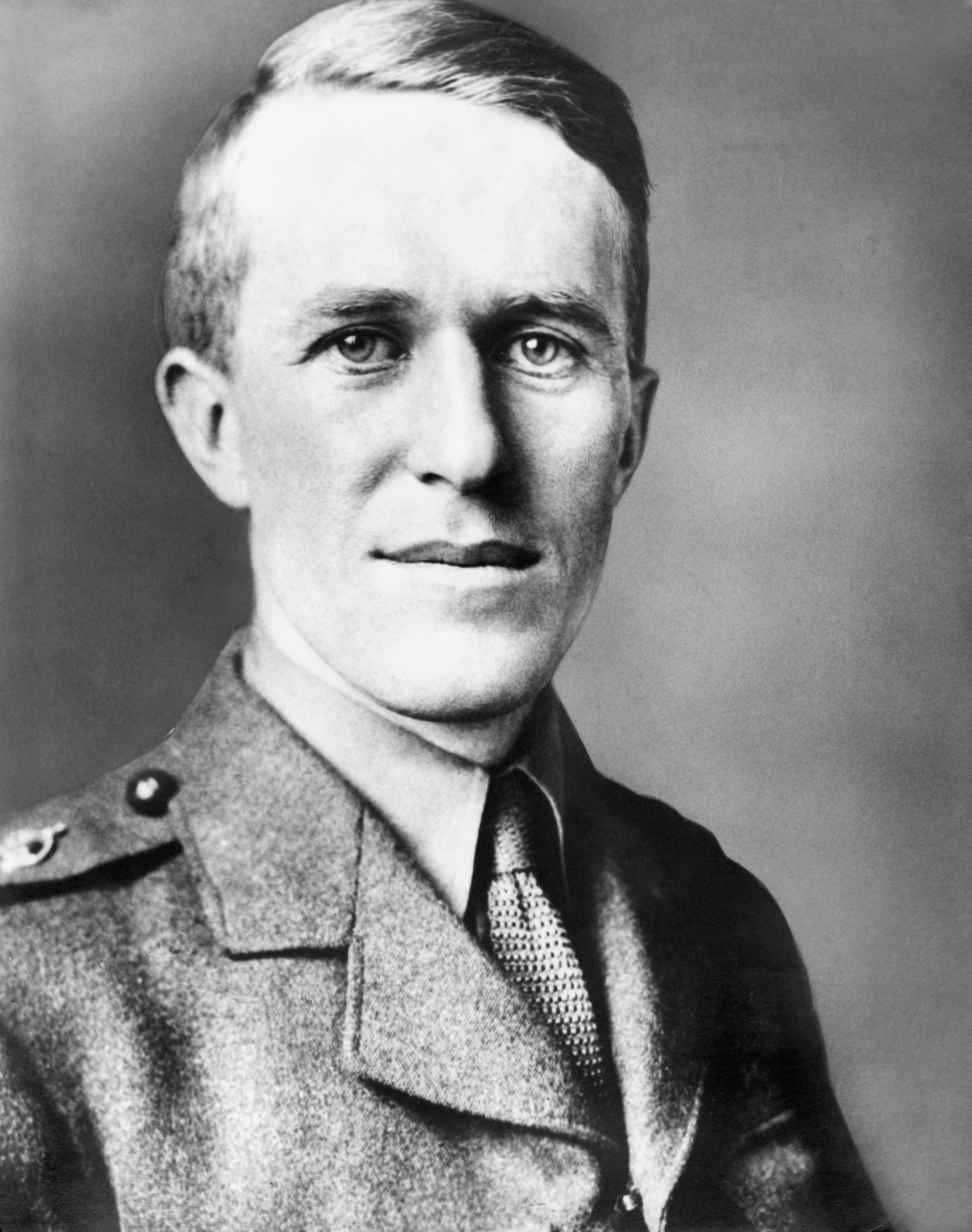
T. E. Lawrence, scriitor englez

- 1645: Jean de La Bruyère, scriitor francez (d. 1696)
- 1682: Ludovic, Delfin al Franței (d. 1712)
- 1744: Pierre Méchain, astronom și geograf  francez (d. 1804)
- 1753: Frederick, Duce de York, al doilea fiu al regelui George al III-lea (d. 1827)
- 1796: Francis Crozier, ofițer irlandez al Marinei Regale Britanice și explorator polar (dispărut 1848)
- 1802: Moritz Wilhelm Drobisch, matematician german și filozof (d. 1896)
- 1815: Giovanni Bosco, preot și educator romano-catolic italian (d. 1888)
- 1821: Arthur Cayley, matematician britanic, creator al calculului matricial (d. 1895)
- 1823: Alexandru Hurmuzachi, publicist, om politic român, membru fondator al Societății Academice Române (d. 1871)
- 1832: Wilhelm Max Wundt, psiholog german (d. 1920)
- 1836: Ioan Sabo, episcop romano-catolic (d. 1911)
- 1845: Gabriel Lippmann, fizician luxemburghez, laureat al Premiului Nobel (d. 1921)
- 1860: Jules Laforgue, poet francez (d. 1887)
- 1863: Stanley Kipping, chimist englez (d. 1949)

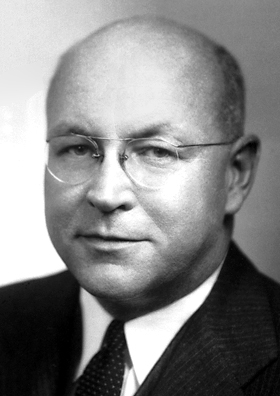
Wendell Meredith Stanley, biolog american, laureat Nobel
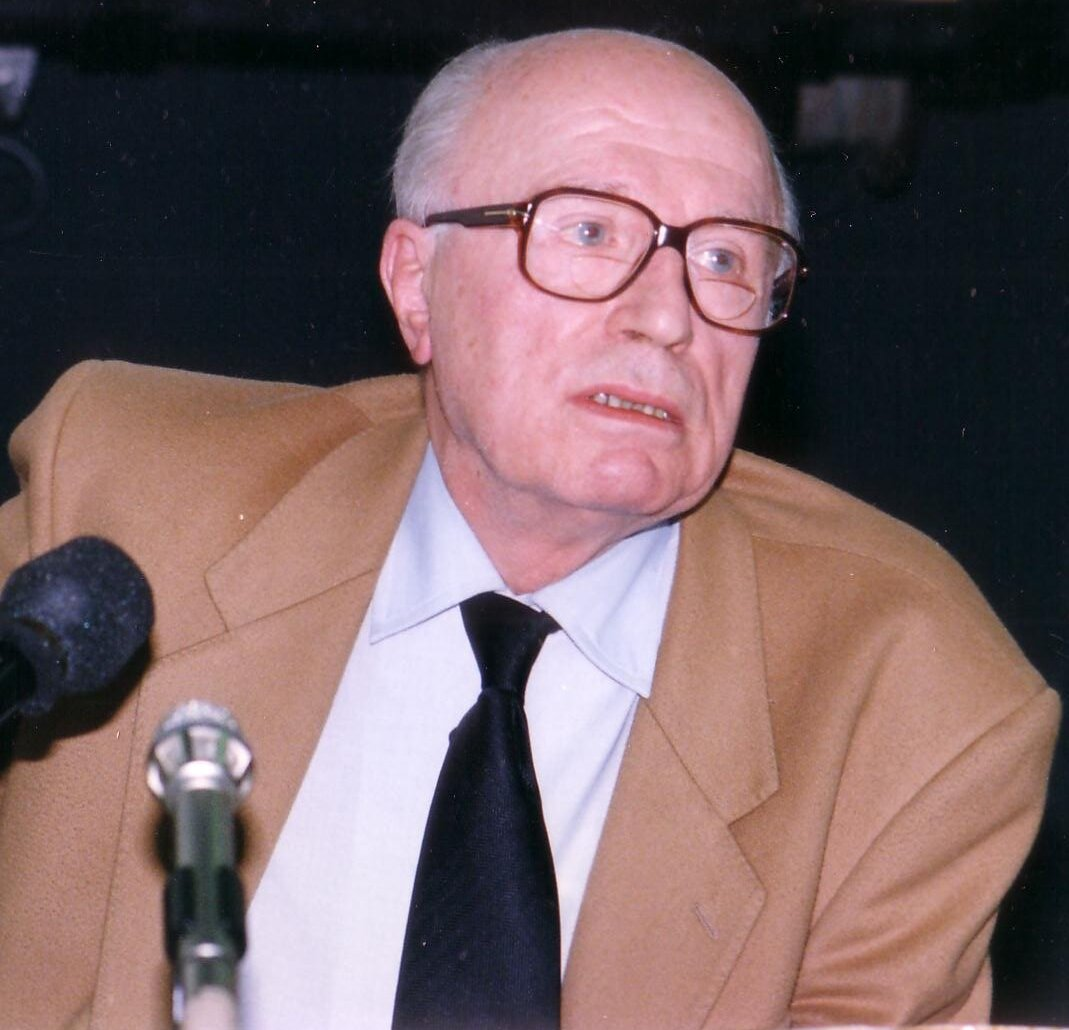
Virgil Ierunca, critic literar român
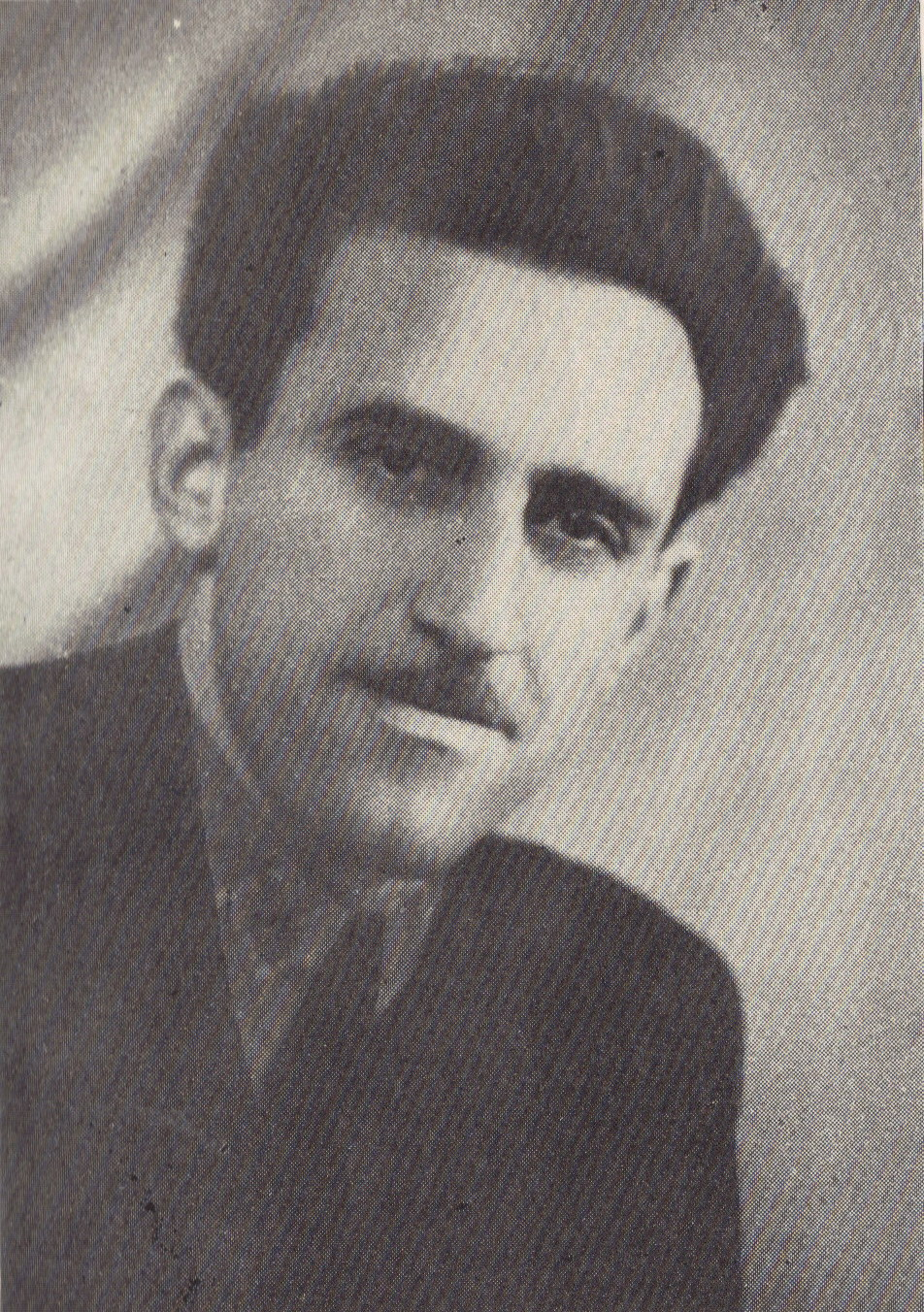
Ovid S. Crohmălniceanu, critic literar român

- 1876: Ion Nistor, istoric si patriot roman din Bucovina (d. 1962)
- 1884: Hugo Gernsback, editor german și scriitor  (d. 1967)
- 1888: T. E. Lawrence, scriitor și militar englez (d. 1935)
- 1891: Prințesa Adelheid de Saxa-Meiningen, prințesă a Prusiei (d. 1971)
- 1904: Wendell Meredith Stanley, biolog american, laureat Nobel (d. 1971)
- 1905: Marian Rejewski, matematician polonez și criptolog (d. 1980)
- 1906: Franz Josef al II-lea, Principe de Liechtenstein (d. 1989)
- 1913: Menahem Begin, om politic israelian, laureat al Premiului Nobel (d. 1992)
- 1920: Virgil Ierunca, critic literar și publicist român stabilit în Franța (d. 2006)
- 1920: Charles Bukowski, poet american și scriitor (d. 1994)
- 1921: Ovid S. Crohmălniceanu, prozator, critic și istoric literar român (d. 2000)
- 1929: Helmut Rahn, fotbalist german (d. 2003)
- 1930: Robert Culp, actor american (d. 2010)
- 1930: Marcel Chirnoagă, grafician și sculptor român (d. 2008)
- 1933: Reiner Kunze, scriitor german
- 1936: Lavrente Calinov, canoist român (d. 2018)
- 1942: Florin Bogardo, compozitor român (d. 2009)
- 1944: Kevin Ayers, muzician britanic (d. 2013)

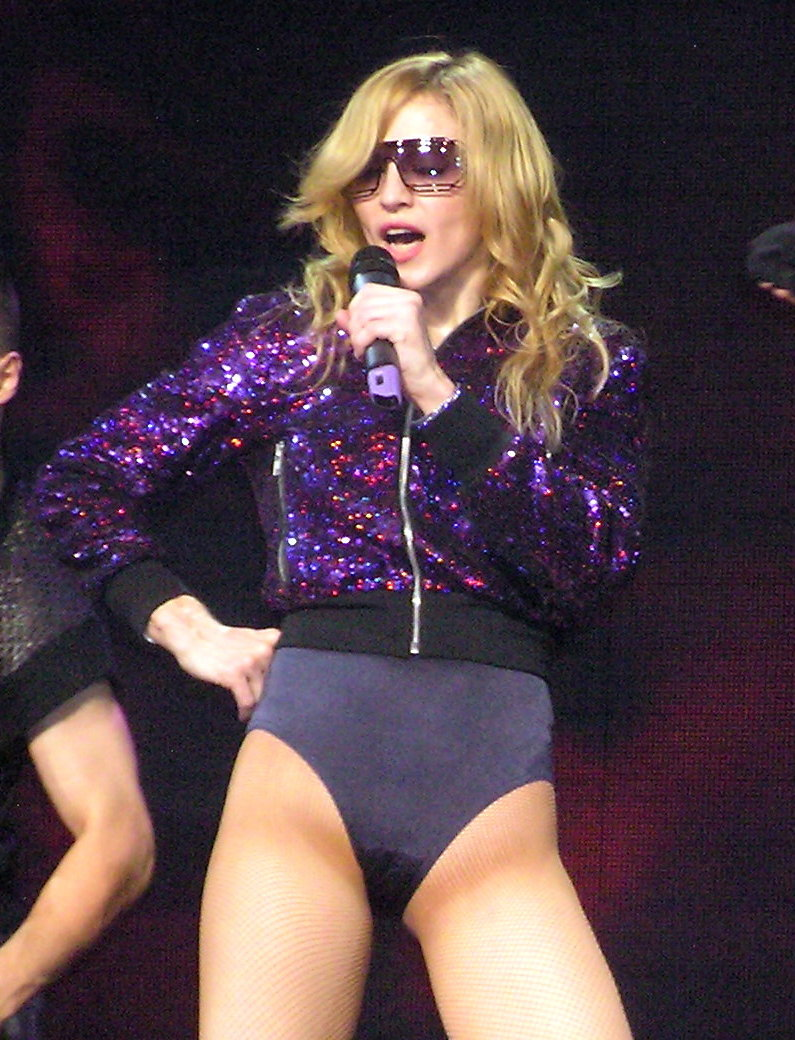
Madonna, interpretă americană de muzică pop
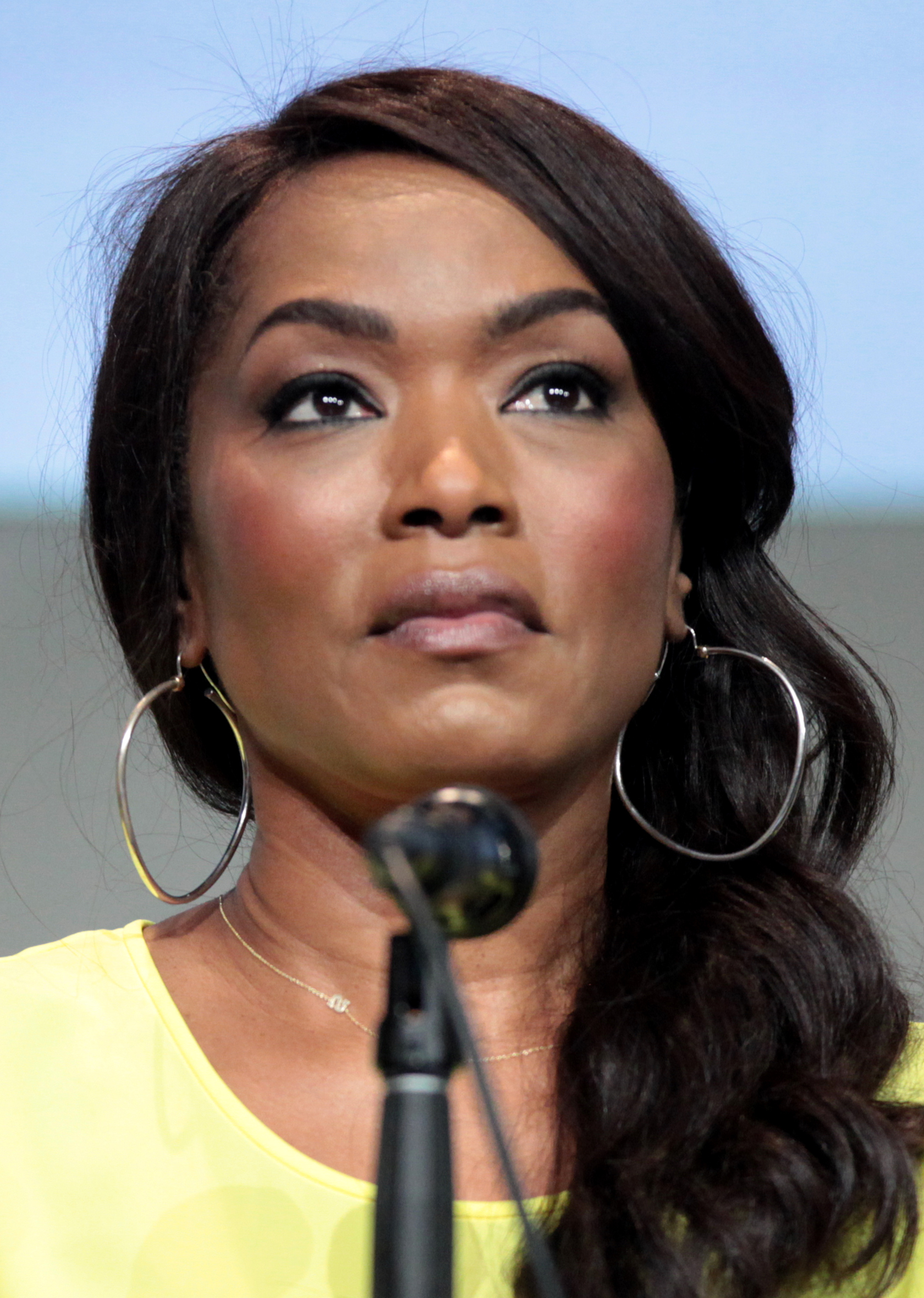
Angela Bassett, actriță americană
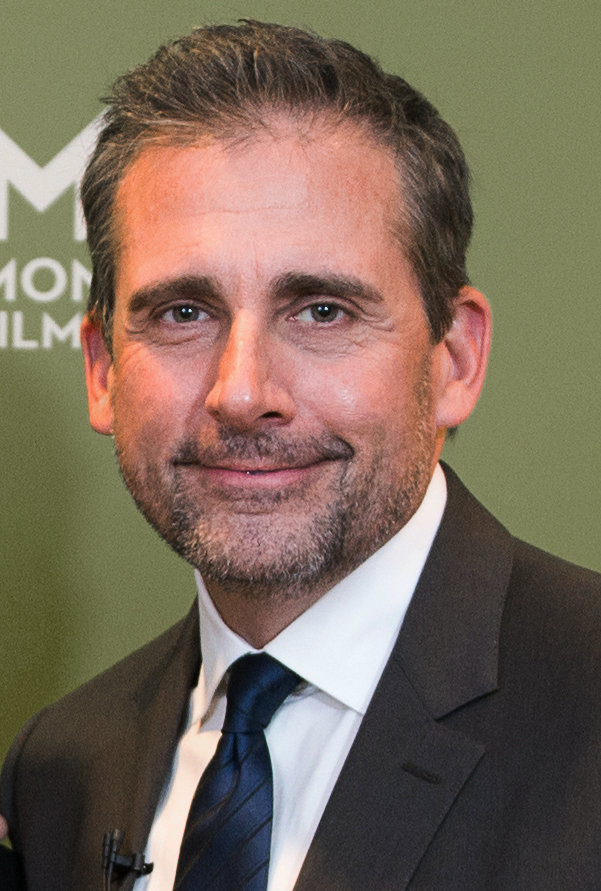
Steve Carell, actor american

- 1953: Neda Ukraden, muziciană iugoslavă
- 1953: Alexandru Agache, bariton român
- 1954: James Cameron, regizor, producător și scenarist canadian
- 1958: Angela Bassett, actriță americană
- 1958: Madonna, interpretă americană de muzică pop
- 1962: Steve Carell, actor, comediant, producător, scriitor și regizor american
- 1964: George Boroi, atlet român
- 1964: Marius Rogin, politician român
- 1967: Jason Everman, chitarist american
- 1968: Florin Balaban, jucător român de badminton
- 1968: Mihai Călin, actor român
- 1970: Caron Bernstein, actriță sud-africană-americană, cântăreață și model
- 1972: Ionel Palăr, politician român
- 1974: Iván Hurtado, fotbalist ecuadorian
- 1974: Krisztina Egerszegi, înotătoare din Ungaria
- 1980: Vanessa Carlton, cântăreață-pop americană și pianistă
- 1982: Cam Gigandet, actor american
- 1982: Joleon Lescott, fotbalist englez
- 1982: Nino Pekarić, fotbalist sârb
- 1997: Piper Curda, actriță americană

## Decese
- 1157: Ramiro al II-lea, rege al Aragonului (n. 1075)
- 1190: Dedi al III-lea de Luzacia, conte de Wettin (n. cca 1130)
- 1291: Frederic Tuta, margraf de Landsburg (n. 1269)
- 1445: Margaret Stewart, Delfină a Franței, soția lui Ludovic, al 9-lea Delfin al Franței (n. 1424)
- 1678: Andrew Marvell, poet englez și politician (n. 1621)
- 1705: Jakob Bernoulli, matematician elvețian (n. 1654)
- 1860: Filotei Pârșoi, episcop român ortodox, promotor cultural, unionist (n. 1805)
- 1886: Ramakrishna, mistic hinduist indian (n. 1836)

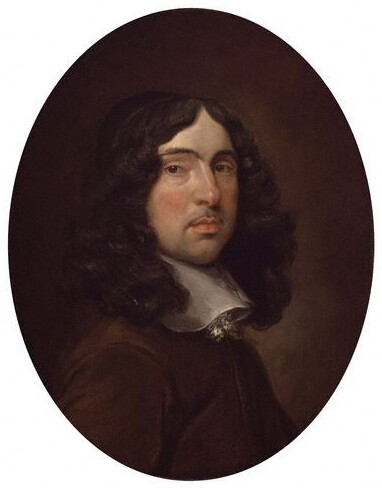
Andrew Marvell, poet englez
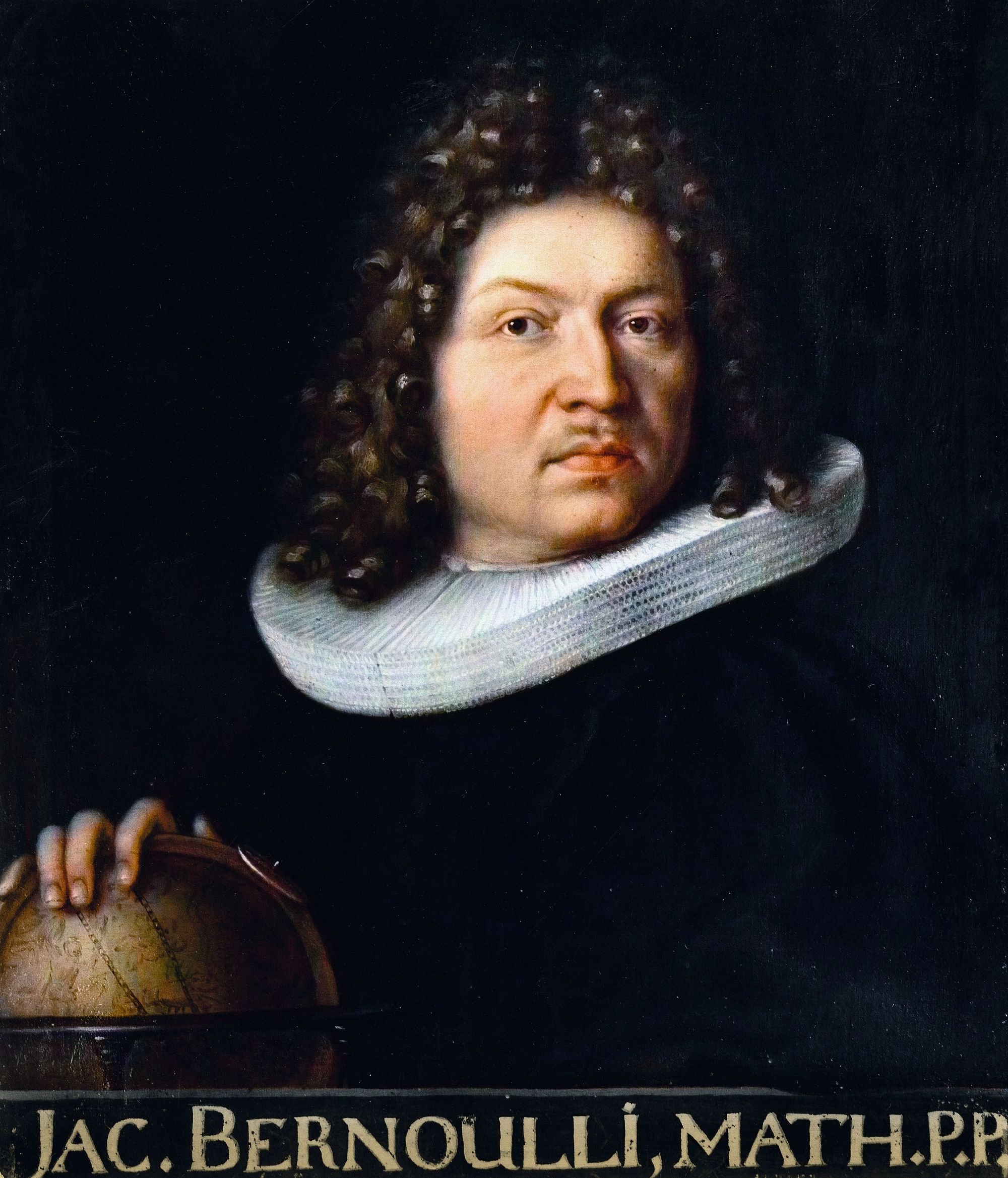
Jakob Bernoulli, matematician elvețian
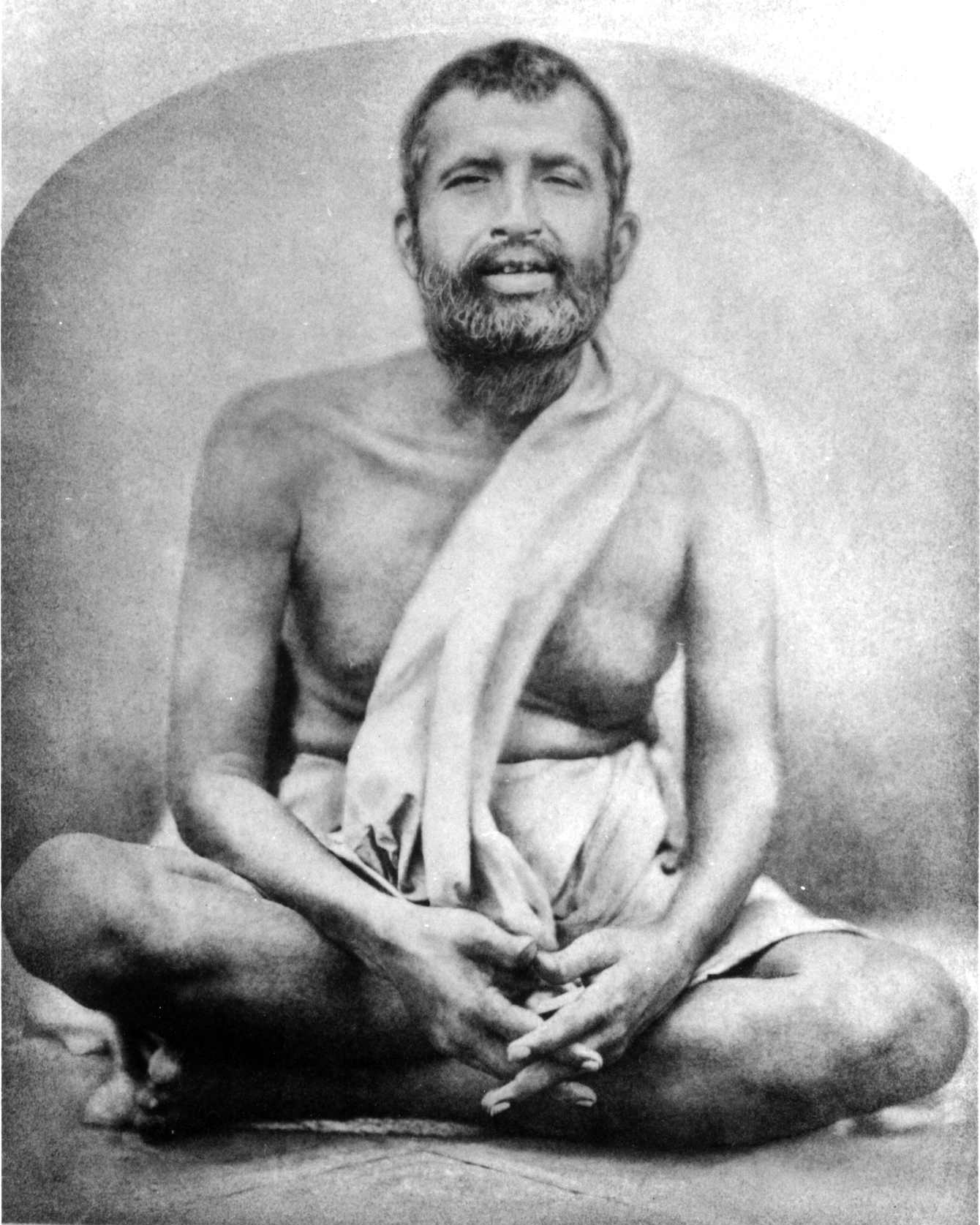
Ramakrishna, mistic hinduist indian

- 1888: John Pemberton, farmacist american, ofițer, a inventat Coca-Cola (n. 1831)
- 1893: Jean Martin Charcot, neurolog francez (n. 1825)
- 1899: Robert Wilhelm Bunsen, chimist german (n. 1811)
- 1899: Jean-Marie Villard, pictor francez (n. 1828)
- 1912: Johann Martin Schleyer, paroh german, poet și filantrop (n. 1831)
- 1931: Sabba Ștefănescu, geolog și paleontolog român (n. 1857)
- 1933: Marc Elder, scriitor francez, câștigător al Premiului Goncourt în 1913 (n. 1884)
- 1941: Francis Turville-Petre, arheolog român (n. 1901)
- 1949: Margaret Mitchell, jurnalistă americană și scriitoare (n. 1900)
- 1956: Béla Lugosi, actor ungur-american (n. 1882)
- 1956: Theodor Pallady, pictor român (n. 1871)

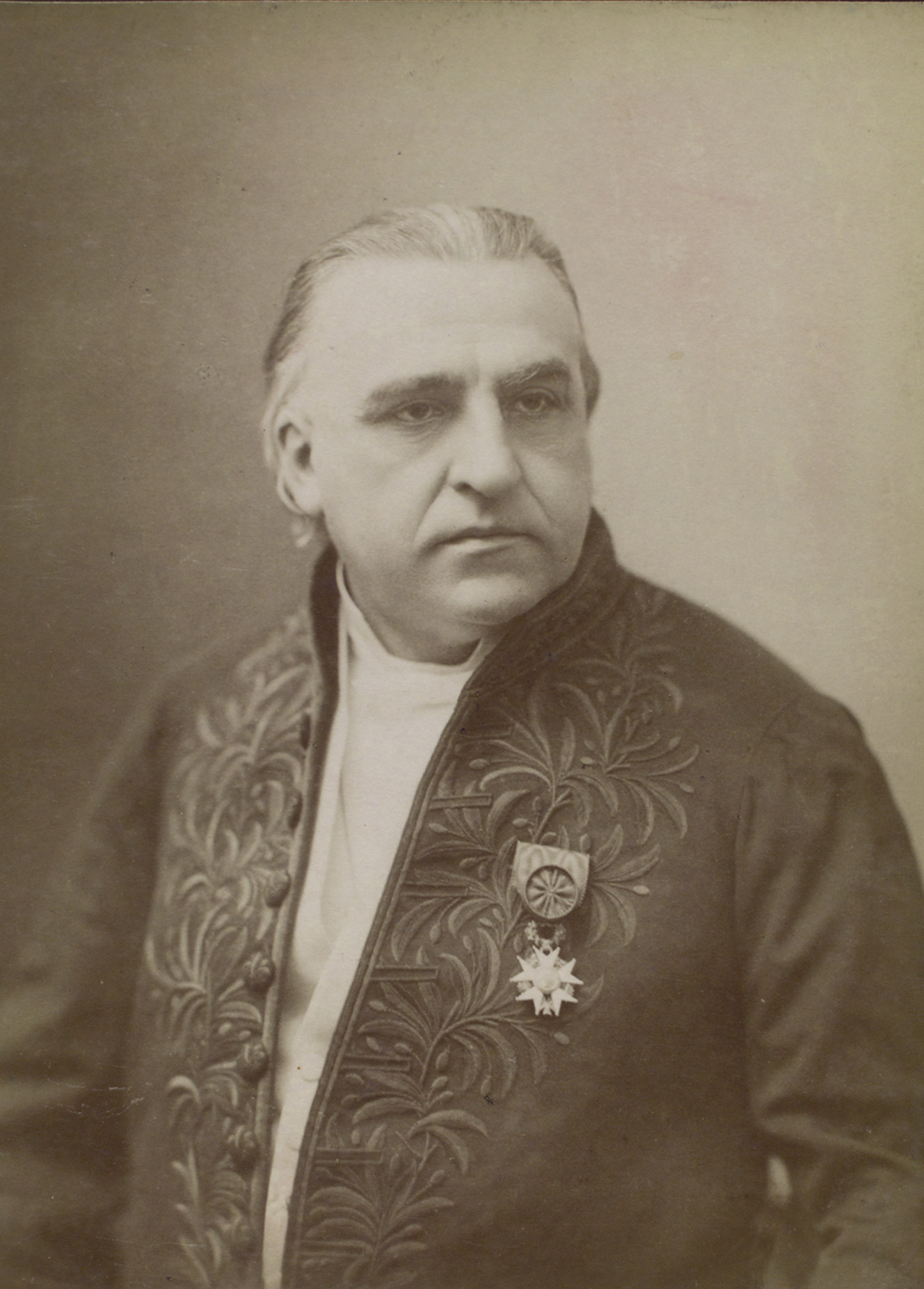
Jean Martin Charcot, neurolog francez
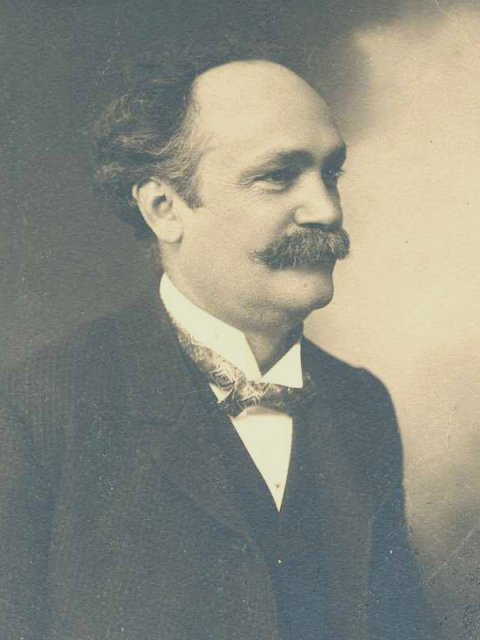
Sabba Ștefănescu, geolog și paleontolog român
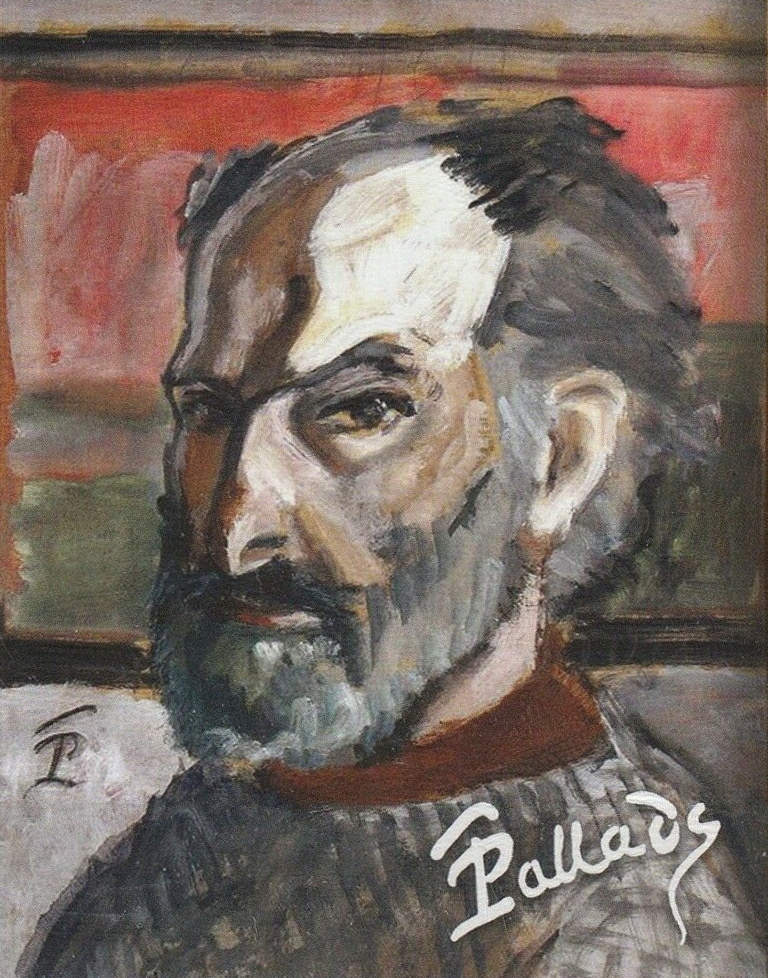
Theodor Pallady, pictor român

- 1957: Irving Langmuir, chimist american, laureat al Premiului Nobel (n. 1881)
- 1973: Selman Abraham Waksman, microbiolog ruso-american, laureat al Premiului Nobel (n. 1888)
- 1977: Elvis Presley, cântăreț, chitarist, actor american (n. 1935)
- 1979: John Diefenbaker, prim-ministru canadian (n. 1895)
- 1987: Emil Condurachi, istoric și arheolog român (n. 1912)
- 1993: Stewart Granger, actor american (n. 1913)
- 1997: Jacques Pollet, pilot francez (n. 1922)
- 2003: Idi Amin, președinte al Ugandei (n. cca. 1925)
- 2005: Fratele Roger, fondatorul comunității Taizé (n. 1915)

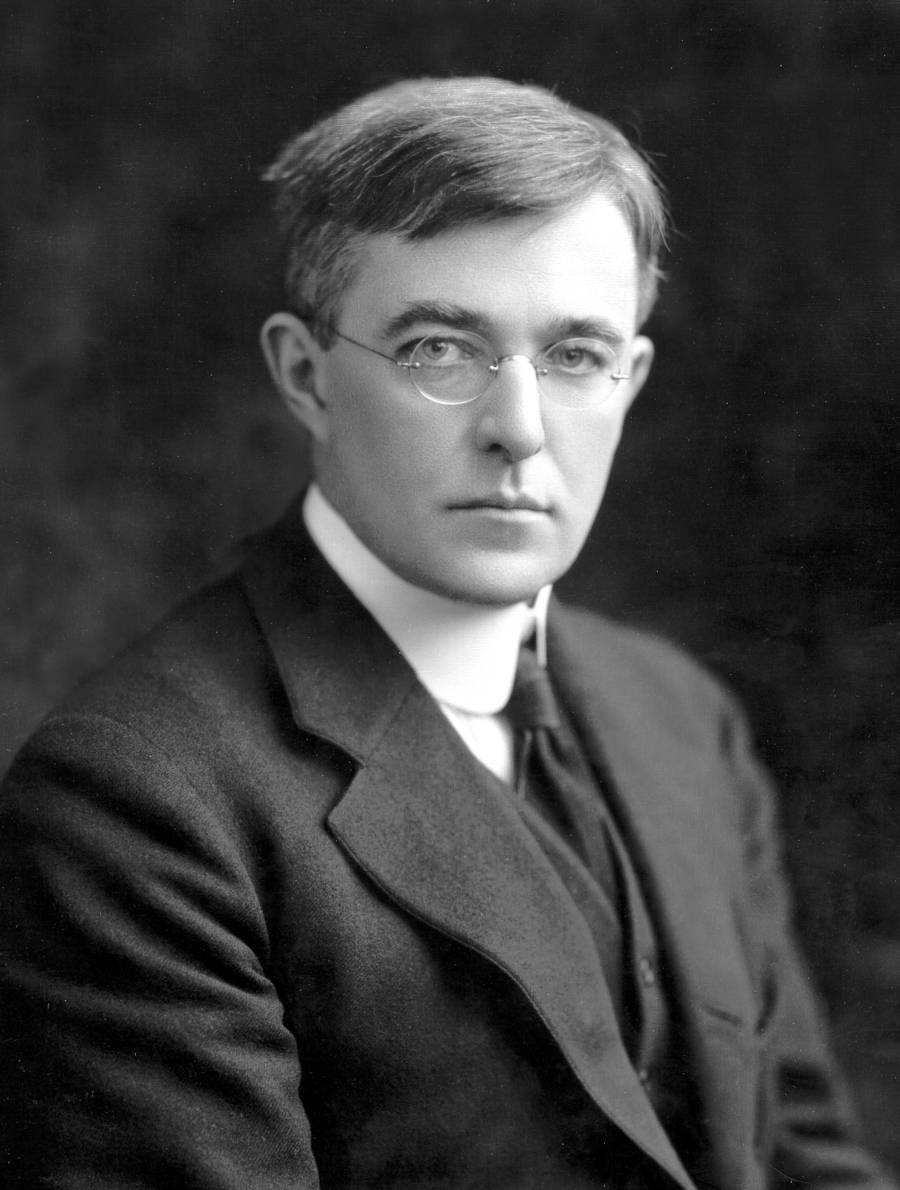
Irving Langmuir, chimist american, laureat Nobel
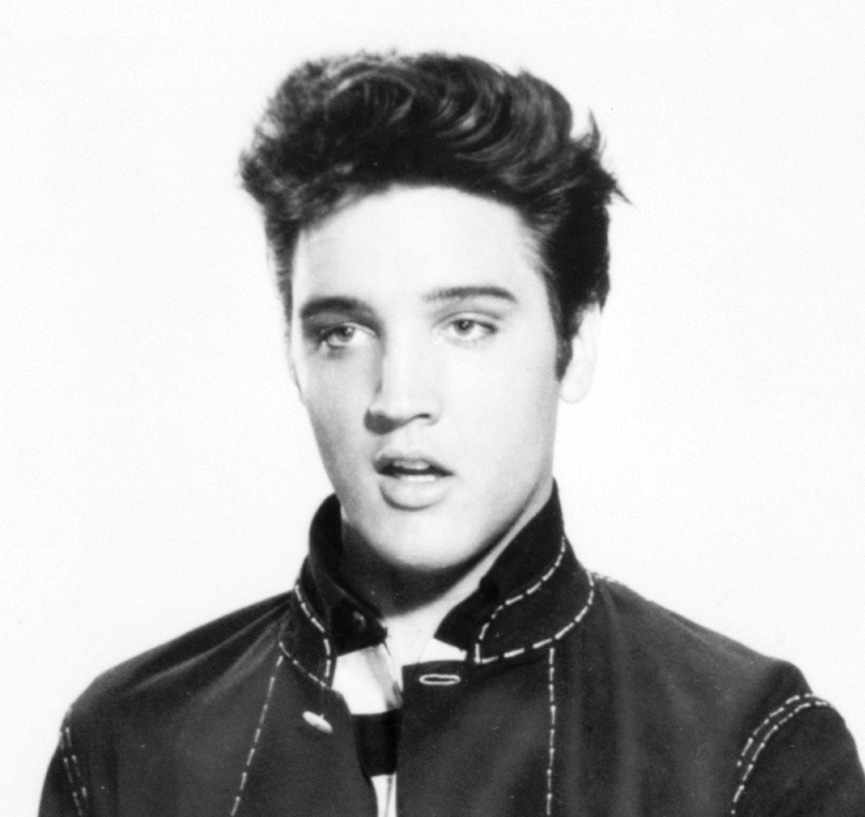
Elvis Presley, cântăreț, chitarist, actor american
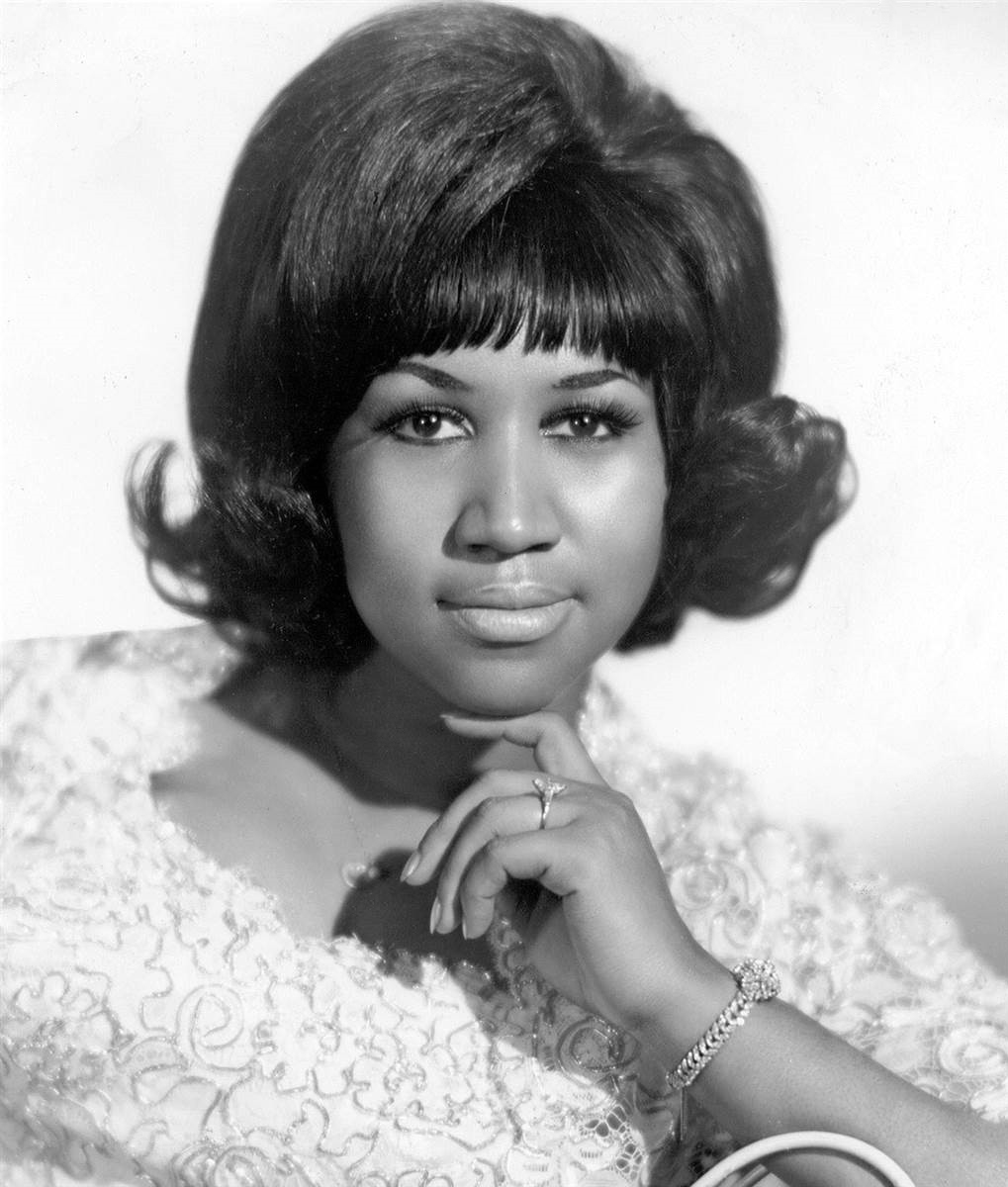
Aretha Franklin, cântăreață americană

- 2006: Alfredo Stroessner, militar paraguayan și politician (n. 1912)
- 2008: Elena Leușteanu, gimnastă română (n. 1935)
- 2014: Peter Scholl-Latour, jurnalist german-francez și scriitor (n. 1924)
- 2018: Aretha Franklin, cântăreață americană (n. 1942)
- 2019: Peter Fonda, actor, scenarist, producător și regizor american de film (n. 1940)
- 2020: Charles Allen,  scriitor și istoric britanic (n. 1940)
- 2020: Viorica Ionică, handbalistă română (n. 1955)

## Sărbători
- Ziua Restauratiei, Republica Dominicană